# Droga wojewódzka 461
Die Droga wojewódzka 461 (DW 461) ist eine 14 Kilometer lange Droga wojewódzka (Woiwodschaftsstraße) in der polnischen Woiwodschaft Opole, die Kup mit Jełowa verbindet. Die Strecke liegt im Powiat Opolski.

## Streckenverlauf
Woiwodschaft Opole, Powiat Opolski
-  Kup (Kupp) (DW 454)
- Brynica (Brinnitz)
- Łubniany (Lugnian)
- Dąbrówka Łubniańska (Lugnian Dombrowka)
-  Jełowa (Jellowa) (DK 45)